# Sojasenna
Sojasenna (Senna obtusifolia) är en ärtväxtart som först beskrevs av Carl von Linné, och fick sitt nu gällande namn av Howard Samuel Irwin och Rupert Charles Barneby. Sojasenna ingår i släktet sennor, och familjen ärtväxter. Inga underarter finns listade i Catalogue of Life.

## Bildgalleri

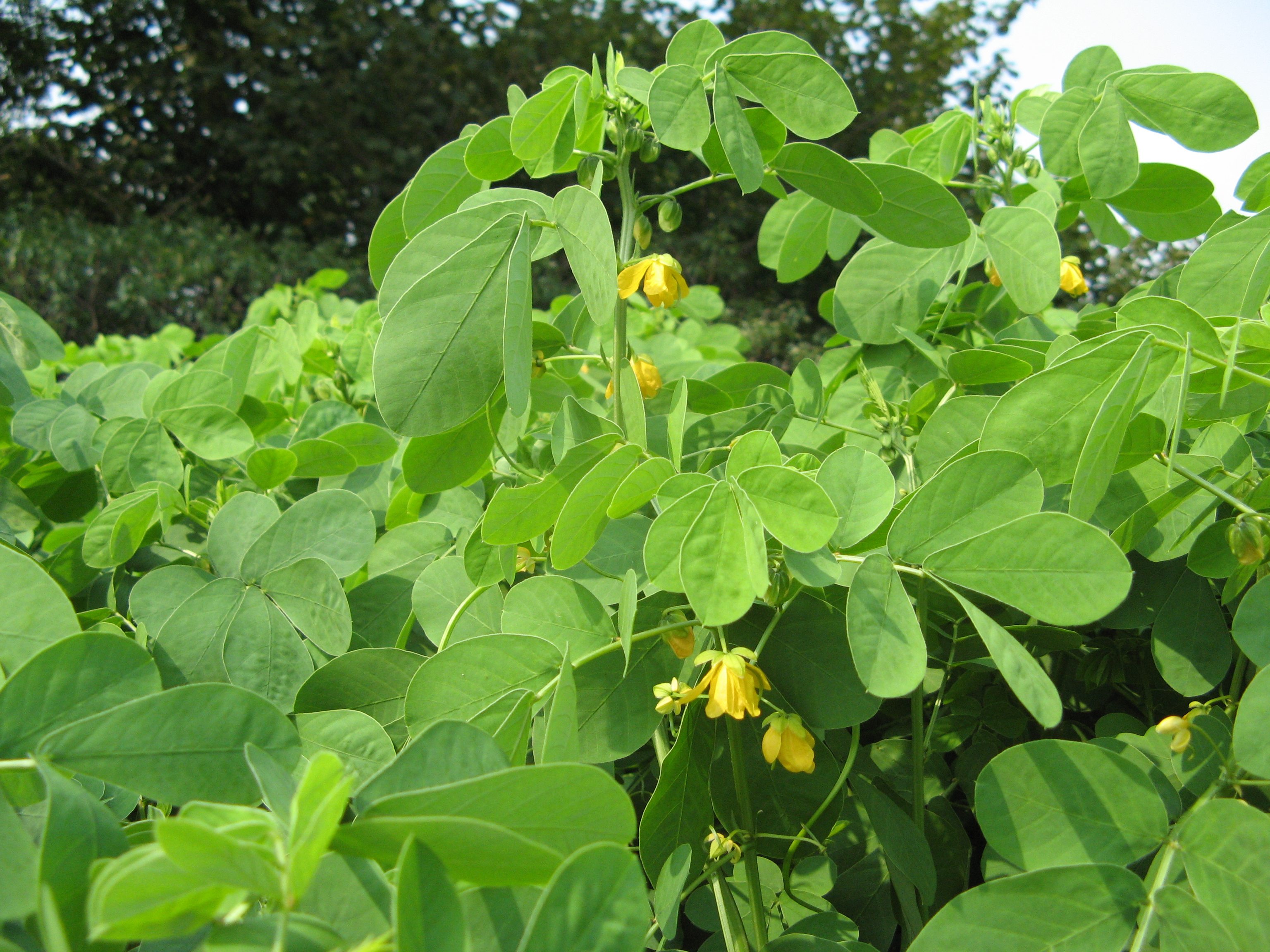
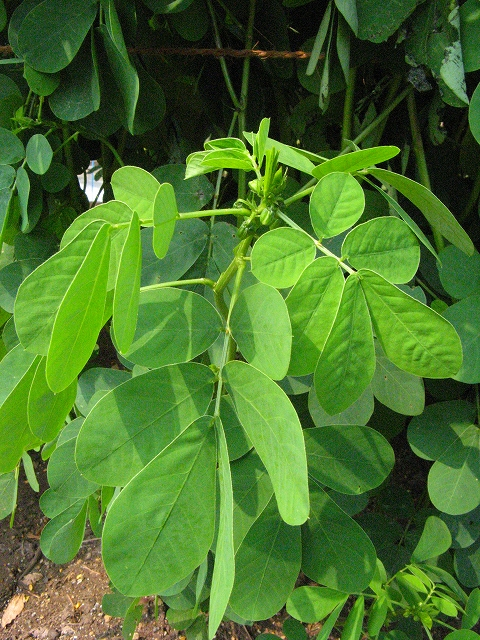
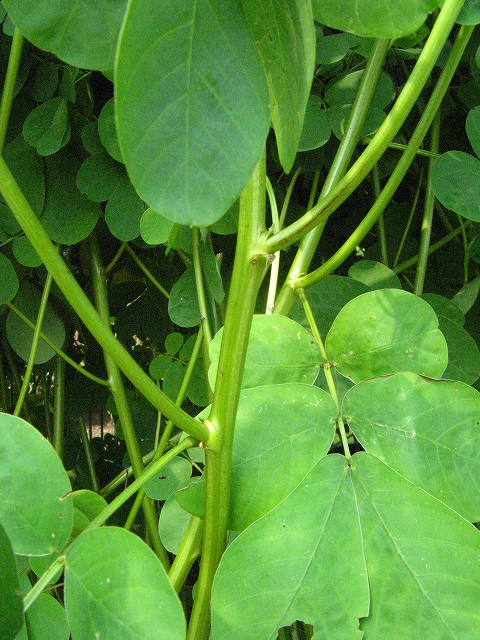
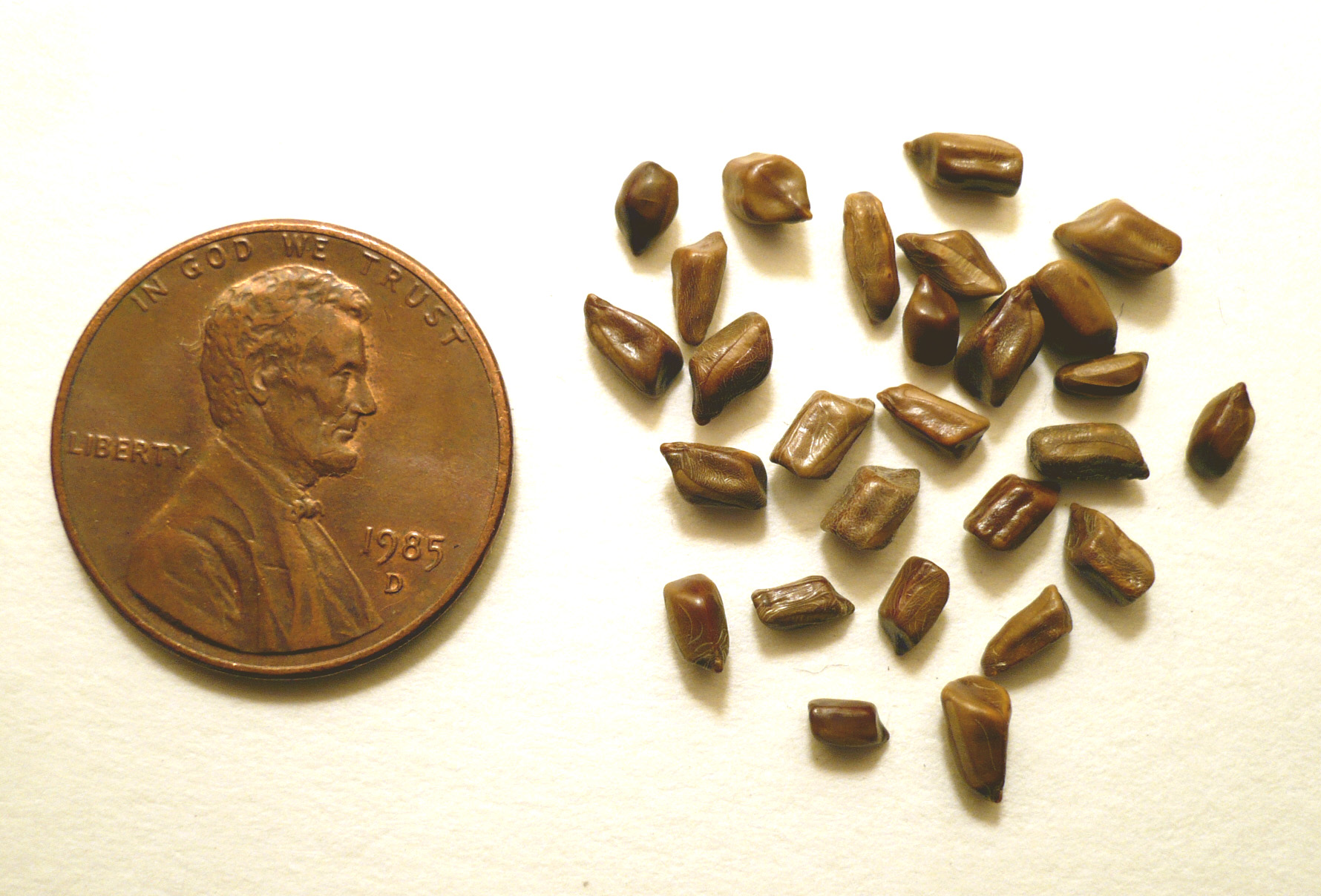